# Ascoli Satriano
Ascoli Satriano es una villa y comune (municipio) de la provincia de Foggia, en la región suroriental italiana de la Apulia.

## Historia
Ascoli (conocida como Asculum Appulum) fue una ciudad de la tribu iliria de los daunios, que poblaron la zona desde el siglo IX a. C.  Al siglo IV a. C. pertenecen los llamados mármoles de Ascoli Satriano de un importante yacimiento arqueológico.
En sus alrededores tuvieron lugar dos importantes derrotas de la República Romana (véase la batalla de Asculum de 279 a. C. ganada "pírricamente" por Pirro de Epiro y la batalla de Asculum de 209 a. C., ganada por Aníbal. Poco después del final de la guerra Social a mediados del siglo I a. C., el dictador Lucio Cornelio Sila erigió la colonia militar Firmana en las cercanías de Ascoli, lo que contribuyó a su romanización.
A mediados del siglo IX fue incendiada por los sarracenos. En el siglo X fue erigida como sede episcopal de la diócesis de Ascoli Satriano, cuando su territorio pertenecía al Catapanato de Italia bizantino. En 1040, sus ciudadanos se rebelaron contra la autoridad del catapán Nicéforo Dukiano y lo asesinaron.
Hacia 1530 se convierte en feudo del capitán español Antonio de Leyva, y finalmente los Marulli fueron titulados "duques de Ascoli".

## Construcciones principales
- La catedral románica-gótica (siglo XII)
- La iglesia de San Juan Bautista (siglo XII)
- La iglesia de La Incoronata (siglo XV)

## Demografía
| Gráfica de evolución demográfica de Ascoli Satriano entre 1861 y 2001 |
|                                                                       |
| Fuente ISTAT - elaboración gráfica de Wikipedia                       |

## Más información
http://it.wikipedia.org/wiki/Ascoli_Satriano